# Nicolaes Vosmaer
Nicolaes Vosmaer (* vor 1629 in Delft; † 1664 ebenda) war ein niederländischer Maler von Meeresansichten. Er wurde durch seine Zusammenarbeit mit Carel Fabritius und seinem Bruder Daniel Vosmaer bekannt.

## Leben
Nicolaes Vosmaer wurde vor 1629 als Sohn des Goldschmiedes Arent Woutersz Vosmaer in Delft geboren. Am 12. Juni 1645 registrierte er sich als Maler bei der St.Lukas-Gilde.
Einer seiner Brüder war Daniel Vosmaer, ein weiterer Maler. Jacob Woutersz Vosmaer, der durch seine Blumenbilder bekannt wurde, war sein Onkel.